# Bucine
Bucine je italská obec v provincii Arezzo v oblasti Toskánsko.
V roce 2014 zde žilo 10 182 obyvatel.

## Poloha
Obec leží u hranic provincie Arezzo s provincií Siena. Sousední obce jsou: Castelnuovo Berardenga (Siena), Civitella in Val di Chiana, Gaiole in Chianti (Siena), Monte San Savino, Montevarchi, Pergine Valdarno a Rapolano Terme (Siena).

## Vývoj počtu obyvatel
Zdroj: 